# Only Murders in the Building
Only Murders in the Building (Solo asesinatos en el edificio en España) es una serie de televisión estadounidense de comedia, creada por Steve Martin y John Hoffman, que se estrenó el 31 de agosto de 2021 en la plataforma de streaming Hulu. La serie está protagonizada por Steve Martin, Martin Short y Selena Gomez, que interpretan a tres desconocidos, quienes comparten una obsesión con el género True Crime y de repente se encuentran envueltos en uno de ellos.
El 14 de septiembre de 2021, la serie fue renovada para una segunda temporada, la cual se estrenó el 28 de junio de 2022. El 11 de julio de 2022, la serie fue renovada para una tercera temporada, que se estrenó el 8 de agosto de 2023. El 3 de octubre de 2023, la serie fue renovada para una cuarta temporada, estrenada el 27 de agosto de 2024. El 4 de septiembre de 2024 la serie fue renovada para una quinta temporada, que se estrenará el 9 de septiembre de 2025.

## Elenco

### Principal
- Steve Martin como Charles-Haden Savage,[9] un actor que se convirtió en la década de los 80, en una estrella televisiva de series policiacas y de detectives. Actualmente, vive en el Arconia.
- Martin Short como Oliver Putnam,[9] un director de Broadway que genera la idea del podcast y se convierte en su director. Vive en el Arconia.
- Selena Gomez como Mabel Mora,[9] una joven que vive en el Arconia en un piso heredado de su tía; el cual está reformando.
- Aaron Domínguez como Oscar Torres, un amigo cercano de Mabel. (temporada 1)
- Amy Ryan como Jan Bellows, una fagotista profesional que vive en el Arconia. (temporada 1; recurrente temporada 2; invitada temporada 4)
- Cara Delevingne como Alice Banks,[10] interés romántico de Mabel. (temporada 2)
- Adina Verson como Poppy, asistente de Cinda y productora del podcast. (temporada 2; invitada temporada 1)
- Michael Cyril Creighton como Howard Morris,[11] vecino del Arconia. (temporada 3–presente, recurrente 1–2)

### Invitados especiales
- Paul Rudd[a] como
  - Ben Glenroy, famoso actor de Hollywood. (temporada 3, invitado 2)
  - Glen Stubbins, antiguo doble de acción de Ben Glenroy. (invitado 4)
- Meryl Streep[a] como Loretta Durkin, actriz en el espectáculo de Oliver. (temporada 3–presente)
- Zach Galifianakis como él mismo, actor que interpreta a Oliver en la película. (temporada 4)[12]
- Eugene Levy como él mismo, actor que interpreta a Charles en la película. (temporada 4)[12]
- Eva Longoria como ella misma, actriz que interpreta a Mabel en la película. (temporada 4)[12]

### Recurrente
- Jackie Hoffman como Uma Heller, una vecina residente en Arconia.
- Teddy Coluca como Lester, portero del Arconia.
- Da'Vine Joy Randolph como la Detective Williams.
- Ryan Broussard como Will Putnam, hijo de Oliver. (temporadas 1–2, invitado 3–4)
- James Caverly como Theo Dimas. (temporadas 1–3)
- Tina Fey como Cinda Canning,[13] la presentadora del podcast titulado: "All is Not OK in Oklahoma". (temporadas 1–3)
- Jane Lynch como Sazz Pataki, doble de acción de Charles. (temporadas 1–4)
- Vanessa Aspillaga como Úrsula, la agente inmobiliaria que lleva el edificio, Arconia. (temporadas 1–2)
- Russell G. Jones como Dr. Grover Stanley, terapeuta del edificio. (temporadas 1–2)
- Jayne Houdyshell como Bunny, vecina residente en Arconia. (temporadas 1–2, invitada 3)
- Nathan Lane como Teddy Dimas, un vecino residente en Arconia y viejo amigo de Oliver, quién le ayudó a producir múltiples espectáculos. (temporadas 1–2)
- Jaboukie Young-White, Daniel Oreskes, Ali Stroker, y Orson Hong como Sam, Marv, Paulette, y Grant, fans del podcast: Only Murders in the Building. (temporadas 1–2)
- Maulik Pancholy como Arnav. (temporada 1)
- Julián Cihi como Tim Kono, un reciente vecino hallado muerto en extrañas circunstancias. (temporada 1)
- Michael Rapaport como Detective Kreps. (temporada 2)
- Zoe Colletti como Lucy, hija de Charles. (temporada 2)
- Ariel Shafir como Ivan, camarero. (temporada 2)
- Jason Veasey como Jonathan Bridgecroft, actor de teatro y vecino del Arconia. (temporada 3, invitado 2)
- Andrea Martin como Joy, maquilladora. (temporada 3, invitada 2)
- Jesse Williams como Tobert, un operador de cámara. (temporada 3)
- Ashley Park como Kimber, actriz en el espectáculo de Oliver. (temporada 3)
- Linda Emond como Donna DeMeo, productora de Broadway que ayuda a Oliver. (temporada 3)
- Jeremy Shamos como Dickie Glenroy, manager hermano adoptado de Ben. (temporada 3)
- Wesley Taylor como Clifford "Cliff" DeMeo, hijo de Donna y  coproductor de la obra.[14] (temporada 3)
- Molly Shannon como Bev Melon, productora de Paramount Studios y productora de la película. (temporada 4)
- Jin Ha como Marshall Peepope, guionista de la película. (temporada 4)
- Siena Werber como Tawny Brothers, hermana gemela de Trina y codirectora de la película. (temporada 4)
- Catherine Cohen como Trina Brothers, hermana gemela de Tawny y codirectora de la película. (temporada 4)
- Desmin Borges como Alfonso, como un vecino, marido de Inez. (temporada 4)
- Richard Kind como Vince Fish, como un vecino residente de la torre oeste. (temporada 4)
- Kumail Nanjiani como Rudy Thurber, como el vecino que ama la navidad. (temporada 4)
- Daphne Rubin-Vega como Inez, como una vecina, mujer de Alfonso. (temporada 4)
- Lilian Rebelo como Ana, hija de Alfonso e Inez. (temporada 4)
- Téa Leoni como Sofia Caccimelio (temporada 5, invitada 4)[15]
- Bobby Cannavale (temporada 5)
- Renée Zellweger (temporada 5)
- Logan Lerman (temporada 5)[16]
- Christoph Waltz (temporada 5)[17]
- Keegan-Michael Key (temporada 5)[18]
- Beanie Feldstein (temporada 5)[19]
- Dianne Wiest (temporada 5)
- Jermaine Fowler (temporada 5)[20]

### Invitados
- Zainab Jah como Ndidi Idoko. (temporada 1)
- Adriane Lenox como Roberta, exmujer de Oliver. (temporada 1)
- Jimmy Fallon como él mismo. (temporada 1)
- Sting como él mismo,[21] un vecino residente en el Arconia. (temporada 1)
- Mandy González como Silvia Mora, la  madre de Mabel. (temporada 1)
- Amy Schumer como ella misma,[22] una vecina residente en el Arconia. (temporada 2)
- Christine Ko como Nina Lin, vecina y sucesora de Bunny en la presidencia del Arconia. (temporada 2)
- Shirley MacLaine como Leonora Folge. (temporada 2)
- Mark Consuelos como el padre de Mabel. (temporada 2)
- Noma Dumezweni como Maxine, crítica de teatro. (temporada 3)
- Adrian Martinez como Gregg, un fan obsesionado de Ben. (temporada 3)
- Peter Bartlett como Jerry Blau. (temporada 3)
- Matthew Broderick como él mismo. (temporada 3)
- Scott Bakula como él mismo. (temporada 4)
- Veanne Cox como la doctora Maggie. (temporada 4)
- Ron Howard como él mismo. (temporada 4)
- Melissa McCarthy como Doreen, la hermana de Charles.[12] (temporada 4)

## Episodios

### Temporadas
| Temporada | Temporada | Episodios | Episodios | Emisión original     | Emisión original      |
| Temporada | Temporada | Episodios | Episodios | Primera emisión      | Última emisión        |
| --------- | --------- | --------- | --------- | -------------------- | --------------------- |
|           | 1         | 10        | 10        | 31 de agosto de 2021 | 19 de octubre de 2021 |
|           | 2         | 10        | 10        | 28 de junio de 2022  | 23 de agosto de 2022  |
|           | 3         | 10        | 10        | 8 de agosto de 2023  | 3 de octubre de 2023  |
|           | 4         | 10        | 10        | 27 de agosto de 2024 | 29 de octubre de 2024 |

### Temporada 1 (2021)
| N.º en serie | N.º en temp. | Título                                 | Dirigido por        | Escrito por                       | Fecha de emisión original | Código de prod. |
| ------------ | ------------ | -------------------------------------- | ------------------- | --------------------------------- | ------------------------- | --------------- |
| 1            | 1            | «True Crime»                           | Jamie Babbit        | Steve Martin y John Hoffman       | 31 de agosto de 2021      | 1DWB01          |
| 2            | 2            | «Who is Tim Kono?»                     | Jamie Babbit        | Kirker Butler                     | 31 de agosto de 2021      | 1DWB02          |
| 3            | 3            | «How Well Do You Know Your Neighbors?» | Gillian Robespierre | Ben Smith                         | 31 de agosto de 2021      | 1DWB03          |
| 4            | 4            | «The Sting»                            | Gillian Robespierre | Kristin Newman                    | 7 de septiembre de 2021   | 1DWB04          |
| 5            | 5            | «Twist»                                | Don Scardino        | Thembi L. Banks                   | 14 de septiembre de 2021  | 1DWB05          |
| 6            | 6            | «To Protect and Serve»                 | Don Scardino        | Madeleine George y Kim Rosenstock | 21 de septiembre de 2021  | 1DWB06          |
| 7            | 7            | «The Boy from 6B»                      | Cherien Dabis       | Stephen Markley y Ben Philippe    | 28 de septiembre de 2021  | 1DWB07          |
| 8            | 8            | «Fan Fiction»                          | Cherien Dabis       | Matteo Borghese y Rob Turbovsky   | 5 de octubre de 2021      | 1DWB08          |
| 9            | 9            | «Double Time»                          | Jamie Babbit        | John Hoffman y Kristin Newman     | 12 de octubre de 2021     | 1DWB09          |
| 10           | 10           | «Open and Shut»                        | Jamie Babbit        | John Hoffman y Rachel Burger      | 19 de octubre de 2021     | 1DWB10          |

### Temporada 2 (2022)
| N.º en serie | N.º en temp. | Título                         | Dirigido por | Escrito por                                   | Fecha de emisión original | Código de prod. |
| ------------ | ------------ | ------------------------------ | ------------ | --------------------------------------------- | ------------------------- | --------------- |
| 11           | 1            | «Persons of Interest»          | John Hoffman | John Hoffman y Noah Levine                    | 28 de junio de 2022       | 2DWB01          |
| 12           | 2            | «Framed»                       | John Hoffman | Kristin Newman                                | 28 de junio de 2022       | 2DWB02          |
| 13           | 3            | «The Last Day of Bunny Folger» | Jude Weng    | Ben Smith                                     | 5 de julio de 2022        | 2DWB03          |
| 14           | 4            | «Here's Looking at You»        | Jude Weng    | Valentina Garza y Rachel Burger               | 12 de julio de 2022       | 2DWB04          |
| 15           | 5            | «The Tell»                     | Cherin Dabis | Matteo Borghese y Rob Turbovsky               | 19 de julio de 2022       | 2DWB05          |
| 16           | 6            | «Perfomance Review»            | Cherin Dabis | Ben Smith y Joshua Allen Griffith             | 26 de julio de 2022       | 2DWB06          |
| 17           | 7            | «Flipping the Pieces»          | Chris Teague | Stephen Markley y Ben Philippe                | 2 de agosto de 2022       | 2DWB07          |
| 18           | 8            | «Hello, Darkness»              | Chris Teague | Madeleine George                              | 9 de agosto de 2022       | 2DWB08          |
| 19           | 9            | «Sparring Partners»            | Jamie Babbit | Kirker Butler                                 | 16 de agosto de 2022      | 2DWB09          |
| 20           | 10           | «I Know Who Did It»            | Jamie Babbit | John Hoffman, Matteo Borghese y Rob Turbovsky | 23 de agosto de 2022      | 2DWB10          |

### Temporada 3 (2023)
| N.º en serie | N.º en temp. | Título              | Dirigido por                           | Escrito por                       | Fecha de emisión original | Código de prod. |
| ------------ | ------------ | ------------------- | -------------------------------------- | --------------------------------- | ------------------------- | --------------- |
| 21           | 1            | «The Show Must...»  | John Hoffman                           | John Hoffman y Sas E. Goldberg    | 8 de agosto de 2023       | 3DWB01          |
| 22           | 2            | «The Beat Goes On»  | John Hoffman                           | Ben Smith y Joshua Allen Griffith | 8 de agosto de 2023       | 3DWB02          |
| 23           | 3            | «Grab Your Hankies» | Adam Shankman                          | Matteo Borghese                   | 15 de agosto de 2023      | 3DWB03          |
| 24           | 4            | «The White Room»    | Adam Shankman                          | J. J. Philbin                     | 22 de agosto de 2023      | 3DWB04          |
| 25           | 5            | «Ah, Love!»         | Chris Koch                             | Tess Morris y Noah Levine         | 29 de agosto de 2023      | 3DWB05          |
| 26           | 6            | «Ghost Light»       | Chris Koch                             | Madeleine George                  | 5 de septiembre de 2023   | 3DWB06          |
| 27           | 7            | «CoBro»             | Cherien Dabis                          | Ben Philippe y Jake Schnesel      | 12 de septiembre de 2023  | 3DWB07          |
| 28           | 8            | «Sitzprobe»         | Shari Springer Berman y Robert Pulcini | Pete Swanson y Siena Streiber     | 19 de septiembre de 2023  | 3DWB08          |
| 29           | 9            | «Thirty»            | Cherien Dabis                          | Elaine Ko                         | 26 de septiembre de 2023  | 3DWB09          |
| 30           | 10           | «Opening Night»     | Jamie Babbit                           | John Hoffman y Ben Smith          | 3 de octubre de 2023      | 3DWB10          |

### Temporada 4 (2024)
| N.º en serie | N.º en temp. | Título                         | Dirigido por                           | Escrito por                          | Fecha de emisión original | Código de prod. |
| ------------ | ------------ | ------------------------------ | -------------------------------------- | ------------------------------------ | ------------------------- | --------------- |
| 31           | 1            | «Once Upon a Time in the West» | John Hoffman                           | John Hoffman y Joshua Allen Griffith | 27 de agosto de 2024      | 4DWB01          |
| 32           | 2            | «Gates of Heaven»              | John Hoffman                           | Kristin Newman                       | 3 de septiembre de 2024   | 4DWB02          |
| 33           | 3            | «Two for the Road»             | Chris Koch                             | Ben Smith y Pete Swanson             | 10 de septiembre de 2024  | 4DWB03          |
| 34           | 4            | «The Stunt Man»                | Chris Koch                             | Madeleine George                     | 17 de septiembre de 2024  | 4DWB04          |
| 35           | 5            | «Adaptation»                   | Jessica Yu                             | J. J. Philbin y Ella Robinson Brooks | 24 de septiembre de 2024  | 4DWB05          |
| 36           | 6            | «Blow-Up»                      | Jessica Yu                             | Rick Wiener y Kenny Schwartz         | 1 de octubre de 2024      | 4DWB06          |
| 37           | 7            | «Valley of the Dolls»          | Shari Springer Berman y Robert Pulcini | Matteo Borghese y Rob Turbovsky      | 8 de octubre de 2024      | 4DWB07          |
| 38           | 8            | «Lifeboat»                     | Shari Springer Berman y Robert Pulcini | Kristin Newman y Jake Schnesel       | 15 de octubre de 2024     | 4DWB08          |
| 39           | 9            | «Escape From Planet Klongo»    | Jamie Babbit                           | Ben Smith y Alex Bigelow             | 22 de octubre de 2024     | 4DWB09          |
| 40           | 10           | «My Best Friend's Wedding»     | Jamie Babbit                           | John Hoffman y J. J. Philbin         | 29 de octubre de 2024     | 4DWB10          |

### Temporada 5 (2025)
| N.º en serie | N.º en temp. | Título               | Dirigido por | Escrito por                      | Fecha de emisión original | Código de prod. |
| ------------ | ------------ | -------------------- | ------------ | -------------------------------- | ------------------------- | --------------- |
| 41           | 1            | «Nail in the Coffin» | John Hoffman | Ben Smith y Ella Robinson Brooks | 9 de septiembre de 2025   | —               |
| 42           | 2            | «After You»          | —            | John Hoffman y Taylor Cox        | 9 de septiembre de 2025   | —               |
| 43           | 3            | «Rigor»              | —            | Max Searle                       | 9 de septiembre de 2025   | —               |

## Producción

### Desarrollo
En enero de 2020, se anunció que Hulu ordenó la producción de la serie creada por el propio Steve Martin y por John Hoffman, donde Short, Hoffman, Gómez y Martin servirían como productores ejecutivos junto a Dan Fogelman. Las compañías de producción involucradas en la serie incluyen a 20th Television. En septiembre de 2021, la serie fue renovada por una segunda temporada, la cual se estrenó el 28 de junio de 2022. El 11 de julio de 2022, la serie fue renovada para una tercera temporada, la cual se estrenó el 8 de agosto de 2023. El 3 de octubre de 2023, la serie fue renovada para una cuarta temporada, la cual se estrenó el 27 de agosto de 2024. El 4 de septiembre de 2024, la serie fue renovada para una quinta temporada, la cual tiene previsto su estreno para el 9 de septiembre de 2025.

### Casting
Junto con el anuncio de la producción de la serie, se anunció que Martin y Martin Short se unieron al elenco principal de la serie. En agosto de 2020, se anunció que Selena Gomez se unió al elenco principal de la serie, y también como productora ejecutiva. En noviembre de 2020, se anunció que Aaron Dominguez se unió al elenco principal de la serie. En enero de 2021, se anunció que Amy Ryan se unió al elenco principal, mientras que Nathan Lane se unió al elenco recurrente de la serie. En diciembre de 2021, se anunció la incorporación en un papel desconocido, de Cara Delevingne para la segunda temporada. Meses más tarde, se unieron al reparto también, en un papel recurrente, Michael Rapaport, y con papeles de estrellas invitadas, Shirley MacLaine y Amy Schumer.
Tras el final de la segunda temporada, se anunció el regreso de Paul Rudd, para la tercera temporada. En octubre de 2022, Jesse Williams se unió al reparto de la tercera temporada, en un papel recurrente. En enero de 2023, anunciaron vías redes sociales, la incorporación de Meryl Streep para la tercera temporada, durante el rodaje de la misma. En marzo de 2023, se reveló las incoporaciones al reparto recurrente para la tercera temporada de los actores: Ashley Park, Jeremy Shamos, Linda Emond, Wesley Taylor, Don Darryl Rivera, Allison Guinn y Gerald Caesar.
En febrero de 2024, se confirmó las incorporaciones de las actrices Molly Shannon y Eva Longoria con papeles recurrentes para la cuarta temporada. En abril, Desmin Borges, Siena Werber, Lilian Rebelo, Richard Kind, Daphne Rubin-Vega, Eugene Levy, Catherine Cohen y Jin Han se sumaron al casting. En mayo, se reveló que Melissa McCarthy también formaría parte del casting para la cuarta temporada. Para la quinta temporada, fueron anunciados en marzo de 2025,  Keegan-Michael Key, Christoph Waltz y Renée Zellweger con papeles protagonistas sin revelar.

### Filmación

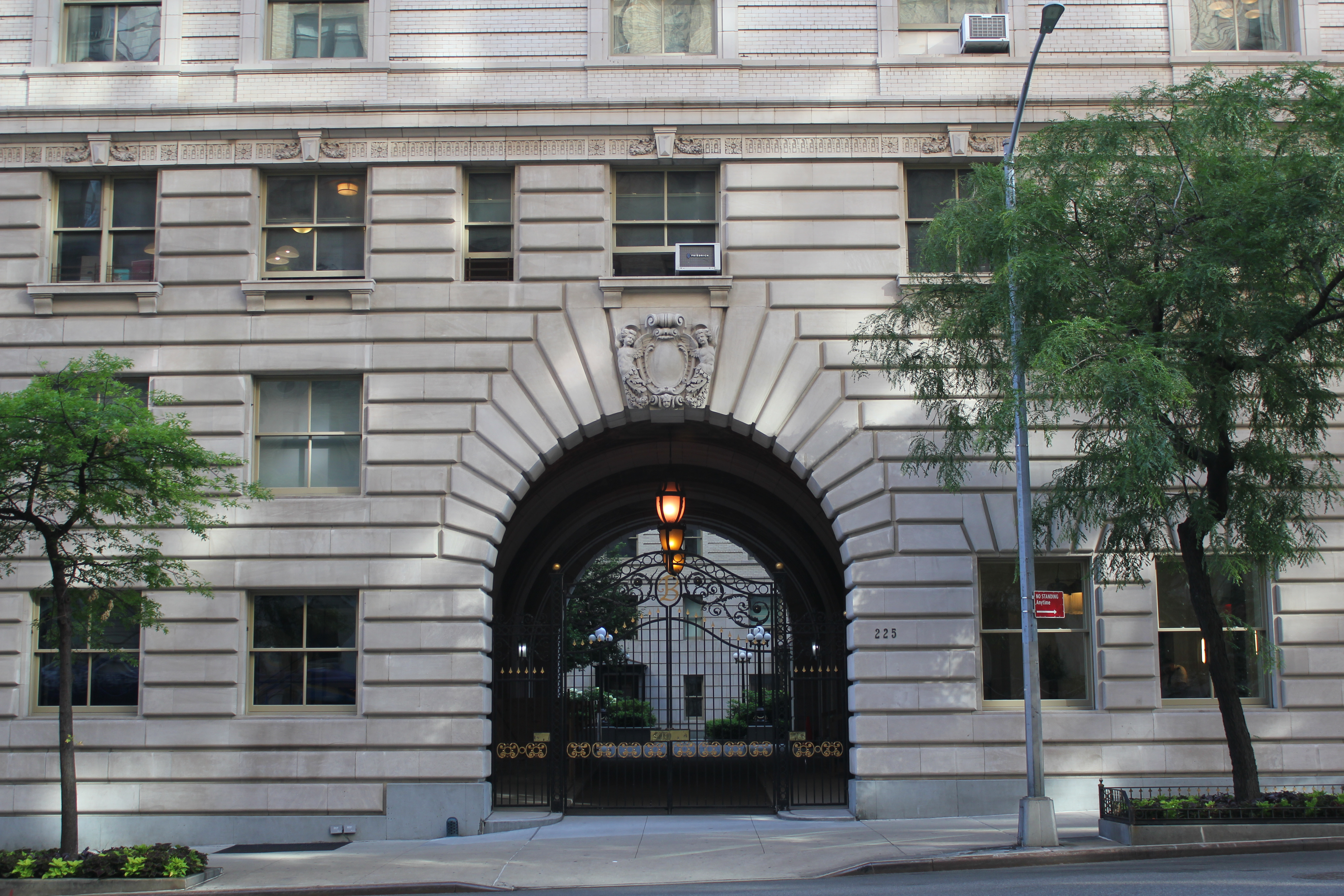
The Belnord, el edificio del número 86 de la calle West en el conocido barrio Upper West Side es utilizado para grabar los exteriores del Arconia.

El rodaje de la serie comenzó el 3 de diciembre de 2020, en Nueva York y finalizó en abril de 2021. La segunda temporada se rodó entre diciembre de 2021 y abril de 2022; mientras que, el rodaje de la tercera comenzó en enero de 2023 y finalizó en abril del mismo.
El inicio de rodaje de la cuarta temporada se anunció el 1 de marzo de 2024, así como el 11 de junio del mismo año anunciaron que las grabaciones habían concluido.

### Música
Se lanzó un álbum digital de la partitura el 27 de agosto de 2021, cuatro días antes del debut de la serie. El 15 de julio de 2022, se lanzó en línea la canción original que se reprodujo brevemente en el episodio de la temporada 2 "Here's Looking at You", "Angel in Flip-Flops". Fue interpretada por Steve Martin como su personaje Charles-Haden Savage y escrita por Martin y Kirker Butler, con Paul Shaffer como productor. El 12 de agosto de 2022 se lanzó un álbum para la temporada 2. El 15 de septiembre de 2023 se lanzó un álbum para la temporada 3, seguido de una edición de lujo el 4 de octubre. La banda sonora está compuesta por Siddhartha Khosla. El 25 de octubre de 2024, se lanzó el álbum de la cuarta temporada.

## Lanzamiento
Only Murders in the Building estaba programada para estrenarse el 31 de agosto de 2021, debutando en el servicio de streaming Hulu. Internacionalmente, la serie fue estrenada el 31 de agosto de 2021 en Disney+ Star como un Star Original y, en Latinoamérica a través de Star+, durante el día de lanzamiento de la plataforma en los países latinos. La segunda temporada se estrenó el 28 de junio de 2022. La tercera temporada se estrenó el 8 de agosto de 2023.

## Recepción

### Respuesta crítica
| Temporada | Temporada | Rotten Tomatoes     | Metacritic       |
| --------- | --------- | ------------------- | ---------------- |
|           | 1         | 100% (107 críticas) | 76 (34 críticas) |
|           | 2         | 97% (124 críticas)  | 79 (25 críticas) |
|           | 3         | 96% (114 críticas)  | 77 (34 críticas) |
|           | 4         | 96% (77 críticas)   | 78 (29 críticas) |

Only Murders in the Building debutó en el n.º 1 en las listas de series más vistas en los Estados Unidos en su primera semana
dónde permaneció durante una semana más en la cima.  La serie obtuvo una muy buena recepción a nivel mundial, ingresando a las listas mundiales en diferentes países para su estrenó. 
Según, Craig Erwich (Presidente de Hulu) Only Murders in the Building pasó a ser la serie más vista en la historia de Hulu luego de su capítulo final. La comedia de Steve Martin, Martin Short y Selena Gomez ha sido un elemento fijo en entre las diez más populares de transmisión semanal de Nielsen desde que sus primeros tres episodios cayeron todos a la vez a fines de agosto, sumando casi 500 millones de minutos de audiencia durante su primer fin de semana y superando a varias series de Netflix que contaban con más horas de contenido disponibles. Esto coincide con la información que Hulu publicó justo después del estreno del programa, cuando el transmisor dijo que la serie había generado su audiencia más grande para un estreno de comedia. 
Erwich dijo que la serie continuó ganando audiencia desde allí. "Cada semana, cuando aparecía un nuevo episodio, la audiencia simplemente aumentaba", establece. Parrot Analyties, que mide el rendimiento global y nacional del contenido de transmisión a través de su índice de demanda, respalda el reclamo de crecimiento de Hulu para Only Murders.  La compañía le dijo a Vulture que cuando la serie debutó el 31 de agosto, tenía alrededor de 16 veces la demanda de audiencia en los EE. UU. como un espectáculo medio.  
Pero, para cuando el final de la temporada 1 cayó la semana pasada, el programa estaba generando 37 veces la demanda típica, una tasa de crecimiento masiva del 135% desde donde comenzó la serie y esto le valió su 4.ª semana en el #1 de las series más vistas en los Estados Unidos. Fue catalogada como "La Mejor Serie de 2021" al obtener +60 reseñas en el sitio de críticas Rotten Tomatoes y a su vez, se convirtió en la serie más aclamada del año, con un 100% de crítica en el sitio web.

### Premios y nominaciones
| Año  | Premio                                                | Categoría                                                  | Nominado(s) | Resultado | Ref.   |
| ---- | ----------------------------------------------------- | ---------------------------------------------------------- | --- | --------- | ------ |
| 2021 | Premios People's Choice                               | Comedia de televisión favorita                             | Only Murders in the Building | Nominada  | [ 66 ] |
| 2021 | Premios People's Choice                               | Estrella de la televisión de comedia favorita              | Selena Gomez | Ganadora  | [ 66 ] |
| 2021 | Premios People's Choice                               | Estrella de la televisión de comedia favorita              | Steve Martin | Nominado  | [ 66 ] |
| 2022 | Premios de la Crítica Televisiva                      | Mejor serie de comedia                                     | Only Murders in the Building | Nominada  | [ 67 ] |
| 2022 | Premios de la Crítica Televisiva                      | Mejor actor en serie de comedia                            | Steve Martin | Nominado  | [ 67 ] |
| 2022 | Premios de la Crítica Televisiva                      | Mejor actor en serie de comedia                            | Martin Short | Nominado  | [ 67 ] |
| 2022 | Premios de la Crítica Televisiva                      | Mejor actriz en serie de comedia                           | Selena Gomez | Nominada  | [ 67 ] |
| 2022 | Premios Globo de Oro                                  | Mejor serie - Comedia o musical                            | Only Murders in the Building | Nominada  | [ 68 ] |
| 2022 | Premios Globo de Oro                                  | Mejor actor de serie de televisión - Comedia o musical     | Steve Martin | Nominado  | [ 68 ] |
| 2022 | Premios Globo de Oro                                  | Mejor actor de serie de televisión - Comedia o musical     | Martin Short | Nominado  | [ 68 ] |
| 2022 | Premios ADG                                           | Mejor serie de televisión de una sola cámara de media hora | Curt Beech (por "True Crime") | Nominado  | [ 69 ] |
| 2022 | Premios Black Reel de Televisión                      | Mejor actriz invitada en una serie de comedia              | Da'Vine Joy Randolph | Nominada  | [ 70 ] |
| 2022 | Premios del Sindicato de Actores                      | Mejor reparto de televisión - Comedia                      | Only Murders in the Building | Nominado  | [ 71 ] |
| 2022 | Premios del Sindicato de Actores                      | Mejor actor de televisión - Comedia                        | Steve Martin | Nominado  | [ 71 ] |
| 2022 | Premios del Sindicato de Actores                      | Mejor actor de televisión - Comedia                        | Martin Short | Nominado  | [ 71 ] |
| 2022 | Premios del Sindicato de Guionistas de Estados Unidos | Serie de comedia                                           | Thembi Banks, Matteo Borghese, Rachel Burger, Kirker Butler, Madeleine George, John Hoffman, Stephen Markley, Steve Martin, Kristin Newman, Ben Philippe, Kim Rosenstock, Ben Smith y Rob Turbovsky                             | Nominado  | [ 72 ] |
| 2022 | Premios del Sindicato de Guionistas de Estados Unidos | Nueva serie                                                | Thembi Banks, Matteo Borghese, Rachel Burger, Kirker Butler, Madeleine George, John Hoffman, Stephen Markley, Steve Martin, Kristin Newman, Ben Philippe, Kim Rosenstock, Ben Smith y Rob Turbovsky                             | Nominado  | [ 72 ] |
| 2022 | Premios TCA                                           | Mejor comedia                                              | Only Murders in the Building | Nominado  | [ 73 ] |
| 2022 | Premios TCA                                           | Mejor programa nuevo                                       | Only Murders in the Building | Nominado  | [ 73 ] |
| 2022 | Premios TCA                                           | Logro individual en comedia                                | Steve Martin | Nominado  | [ 73 ] |
| 2022 | Premios Primetime Emmy                                | Mejor serie de comedia                                     | Only Murders in the Building | Nominado  | [ 74 ] |
| 2022 | Premios Primetime Emmy                                | Mejor actor principal en una serie de comedia              | Steve Martin | Nominado  | [ 74 ] |
| 2022 | Premios Primetime Emmy                                | Mejor actor principal en una serie de comedia              | Martin Short | Nominado  | [ 74 ] |
| 2022 | Premios Primetime Emmy                                | Mejor dirección para una serie de comedia                  | Cherien Dabis (por "The Boy From 6B") | Nominado  | [ 74 ] |
| 2022 | Premios Primetime Emmy                                | Mejor dirección para una serie de comedia                  | Jamie Babbit (por "True Crime") | Nominado  | [ 74 ] |
| 2022 | Premios Primetime Emmy                                | Mejor guion para una serie de comedia                      | Steve Martin y Jamie Babbit (por "True Crime") | Nominado  | [ 74 ] |
| 2022 | Premios Satellite                                     | Mejor serie de televisión - Comedia o musical              | Only Murders in the Building | Nominada  | [ 75 ] |
| 2022 | Premios Satellite                                     | Mejor actor de serie de televisión - Comedia o musical     | Steve Martin | Nominado  | [ 75 ] |
| 2022 | Premios Satellite                                     | Mejor actriz de serie de televisión - Comedia o musical    | Selena Gomez | Nominada  | [ 75 ] |
| 2023 | Premios de la Crítica Televisiva                      | Mejor actor en serie de comedia                            | Steve Martin | Nominado  | [ 76 ] |
| 2023 | Premios Globo de Oro                                  | Mejor serie - Comedia o musical                            | Only Murders in the Building | Nominada  | [ 77 ] |
| 2023 | Premios Globo de Oro                                  | Mejor actor de serie de televisión - Comedia o musical     | Steve Martin | Nominado  | [ 77 ] |
| 2023 | Premios Globo de Oro                                  | Mejor actor de serie de televisión - Comedia o musical     | Martin Short | Nominado  | [ 77 ] |
| 2023 | Premios Globo de Oro                                  | Mejor actriz de serie de televisión - Comedia o musical    | Selena Gomez | Nominado  | [ 77 ] |
| 2023 | Premios Artios                                        | Reconocimiento al mejor casting - Comedia                  | Bernard Telsey, Tiffany Little Canfield y Destiny Lilly | Nominado  | [ 78 ] |
| 2023 | Premios ADG                                           | Mejor serie de televisión de una sola cámara de media hora | Patrick Howe (por "Framed") | Nominado  | [ 79 ] |
| 2023 | GLAAD Media Awards                                    | Mejor serie de televisión de comedia                       | Only Murders in the Building | Nominada  | [ 80 ] |
| 2023 | Premios Satellite                                     | Mejor serie de televisión - Comedia o musical              | Only Murders in the Building | Nominada  | [ 81 ] |
| 2023 | Premios Satellite                                     | Mejor actor de serie de televisión - Comedia o musical     | Martin Short | Nominado  | [ 81 ] |
| 2023 | Premios Satellite                                     | Mejor actriz de serie de televisión - Comedia o musical    | Selena Gomez | Ganadora  | [ 81 ] |
| 2023 | Premios del Sindicato de Guionistas de Estados Unidos | Serie de comedia                                           | Thembi Banks, Matteo Borghese, Rachel Burger, Kirker Butler, Madeleine George, John Hoffman, Stephen Markley, Steve Martin, Kristin Newman, Ben Philippe, Kim Rosenstock, Ben Smith y Rob Turbovsky                             | Nominado  | [ 82 ] |
| 2023 | Premios Primetime Emmy                                | Mejor serie de comedia                                     | Only Murders in the Building | Nominado  | [ 83 ] |
| 2023 | Premios Primetime Emmy                                | Mejor actor principal en una serie de comedia              | Martin Short | Nominado  | [ 83 ] |
| 2023 | Premios Primetime Emmy                                | Mejor guion para una serie de comedia                      | John Hoffman, Matteo Borghese y Rob Turbovsky (por "I Know Who Did It") | Nominado  | [ 83 ] |
| 2024 | Premios de la Crítica Televisiva                      | Mejor actor en serie de comedia                            | Steve Martin | Nominado  | [ 84 ] |
| 2024 | Premios de la Crítica Televisiva                      | Mejor actriz de reparto en serie de comedia                | Meryl Streep | Ganadora  | [ 84 ] |
| 2024 | Premios del Sindicato de Actores                      | Mejor reparto de televisión - Comedia                      | Only Murders in the Building | Nominado  | [ 85 ] |
| 2024 | Premios del Sindicato de Guionistas de Estados Unidos | Serie de comedia                                           | Matteo Borghese, Madeleine George, Sas E. Goldberg, Joshua Allen Griffith, John Hoffman, Elaine Ko, Noah Levine, Tess Morris, J.J. Philbin, Ben Philippe, Jake Schnesel, Ben Smith, Siena Streiber, Pete Swanson, Rob Turbovsky | Nominado  | [ 86 ] |
| 2024 | Premios Globo de Oro                                  | Mejor serie - Comedia o musical                            | Only Murders in the Building | Nominada  | [ 87 ] |
| 2024 | Premios Globo de Oro                                  | Mejor actor de serie de televisión - Comedia o musical     | Steve Martin | Nominado  | [ 87 ] |
| 2024 | Premios Globo de Oro                                  | Mejor actor de serie de televisión - Comedia o musical     | Martin Short | Nominado  | [ 87 ] |
| 2024 | Premios Globo de Oro                                  | Mejor actriz de serie de televisión - Comedia o musical    | Selena Gomez | Nominada  | [ 87 ] |
| 2024 | Premios Globo de Oro                                  | Mejor actriz de reparto de serie, miniserie o telefilme    | Meryl Streep | Nominada  | [ 87 ] |
| 2024 | Premios Otto                                          | Mejor serie o película internacional                       | Only Murders in the Building | Nominado  | [ 88 ] |
| 2024 | Premios Black Reel de Televisión                      | Mejor actriz invitada en una serie de comedia              | Da'Vine Joy Randolph | Nominada  | [ 89 ] |
| 2024 | Premios Primetime Emmy                                | Mejor serie de comedia                                     | Only Murders in the Building | Nominado  | [ 90 ] |
| 2024 | Premios Primetime Emmy                                | Mejor actor principal en una serie de comedia              | Steve Martin | Nominado  | [ 90 ] |
| 2024 | Premios Primetime Emmy                                | Mejor actor principal en una serie de comedia              | Martin Short | Nominado  | [ 90 ] |
| 2024 | Premios Primetime Emmy                                | Mejor actriz principal en una serie de comedia             | Selena Gomez | Nominada  | [ 90 ] |
| 2024 | Premios Primetime Emmy                                | Mejor actriz de reparto en una serie de comedia            | Meryl Streep | Nominada  | [ 90 ] |
| 2024 | Premios Primetime Emmy                                | Mejor actor de reparto en una serie de comedia             | Paul Rudd | Nominado  | [ 90 ] |
| 2025 | Premios Globo de Oro                                  | Mejor serie - Comedia o musical                            | Only Murders in the Building | Nominada  | [ 91 ] |
| 2025 | Premios Globo de Oro                                  | Mejor actriz de serie de televisión - Comedia o musical    | Selena Gomez | Nominada  | [ 91 ] |
| 2025 | Premios Globo de Oro                                  | Mejor actor de serie de televisión - Comedia o musical     | Steve Martin | Nominado  | [ 91 ] |
| 2025 | Premios Globo de Oro                                  | Mejor actor de serie de televisión - Comedia o musical     | Martin Short | Nominado  | [ 91 ] |
| 2025 | Premios de la Crítica Televisiva                      | Mejor serie de comedia                                     | Only Murders in the Building | Nominada  | [ 92 ] |
| 2025 | Premios de la Crítica Televisiva                      | Mejor actor en serie de comedia                            | Steve Martin | Nominado  | [ 92 ] |
| 2025 | Premios de la Crítica Televisiva                      | Mejor actor en serie de comedia                            | Martin Short | Nominado  | [ 92 ] |
| 2025 | Premios SAG                                           | Mejor reparto de televisión - Comedia                      | Only Murders in the Building | Ganador   | [ 93 ] |
| 2025 | Premios SAG                                           | Mejor actor de televisión - Comedia                        | Martin Short | Ganador   | [ 93 ] |
| 2025 | Premios del Sindicato de Guionistas de Estados Unidos | Episodio de comedia                                        | John Hoffman y Joshua Allen Griffith (por "Once Upon A Time in the West") | Nominado  | [ 94 ] |
| 2025 | Saturn Awards                                         | Mejor serie de comedia                                     | Only Murders in the Building | Nominado  | [ 95 ] |

## En otros medios
Debido a la buena acogida, Hulu y Straw Hut Media, crearon un podcast complementario a la serie con el detrás de escena, llamado Only Murders in the Pod, que incluye entrevistas con el elenco, el equipo y los escritores. Si bien las dos primeras temporadas fueron conducidas por Kevin Lawn y Elizabeth Keener, debido a las huelgas de SAG-AFTRA y Writers Guild of America en 2023, los productores Maggie Boles y Ryan Tillotson presentaron la tercera temporada y entrevistaron a directores y otros miembros del equipo. Invitados notables al podcast incluyen a John Hoffman, Martin Short, Shirley MacLaine, Shari Springer Berman y Robert Pulcini, Jackie Hoffman y Amy Ryan.